# Coupe des énergies alternatives de la FIA 2012
Navigation
2011 2013
La Coupe des énergies alternatives de la FIA 2012 fut une saison de la Coupe des énergies alternatives de la FIA, comportant 8 manches au calendrier.
| Date              | Rallye                                       | Vainqueur        |
| ----------------- | -------------------------------------------- | ---------------- |
| 22 mars 2012      | Rallye Monte-Carlo                           | Sylvain Blondeau |
| 1er juin 2012     | IV Eco Rallye Vasco Navarro, Vitoria-Gasteiz | Maykel del Cid   |
| 9 juin 2012       | 1° Mendola-Mendel Ecorally                   | Alberto Donghi   |
| 29 juin 2012      | 1° Sestrière Ecorally                        | Massimo Liverani |
| 28 septembre 2012 | Rallye Énergie Alternative, Montréal         | Vin Pham         |
| 5 octobre 2012    | Hi-Tech Ecomobility Rally, Athènes           | Guido Guerrini   |
| 12 octobre 2012   | 7° Ecorally San Marino-Vaticano              | Massimo Liverani |
| 26 octobre 2012   | 1st Tesla Rally, Belgrade                    | Massimo Liverani |

## Classement
| Points | Pilote |
| ------ | --- |
| 74     | Massimo Liverani |
| 64     | Guido Guerrini |
| 20     | Maykel del Cid, Vin Pham |
| 19     | Roberto Viganò |
| 17     | Vincenzo Di Bella |
| 16     | Stefano Pezzi, Iker Torrontegui                                                                                             |
| 14     | Isabelle Barciulli |
| 12     | Ioannis Kepetzis, Nicola Ventura, Txema Foronda, Sébastien Kroetsch, Fulvio Maria Ballabio                                  |
| 10     | Mariya Mihailova, Bertrand Martin, Sylvain Blondeau, Nikolaos Karapanagiotis, Alberto Donghi, Roberto Uriarte               |
| 8      | Branko Nadj, Bernard Darniche, Marcello Saporetti, Javier del Cid, Frédéric Charpentier                                     |
| 6      | Georgios Chyssanthakopoulos, Alen Burgagni, Stéphane Deschamps                                                              |
| 5      | Jean-Claude Andruet |
| 4      | Jean-Paul Marcaillou, Dominic Garceau, Nenad Stojanović, Dimitrios Malathritis                                              |
| 3      | Bryan Bouffier, Roberto Valentini                                                                                           |
| 2      | Dragan Strazivuk, Jon Martínez, Fabio Gemelli, Gerard Albertengo, Constantinos Lambouras, Jonathan Routhier, Raymond Durand |
| 1      | Charlotte Berton, Eugenio Buttiero                                                                                          |